# Federico Coletta
Federico Coletta, né le 29 mai 2007 à Rome en Italie, est un footballeur italien, qui évolue au poste de milieu offensif à l'AS Rome.

## Biographie

### En club
Né Rome en Italie, Federico Coletta est formé par l'AS Rome. Il s'impose très jeune comme l'un des joueurs les plus prometteurs du club. Avec l'équipe des moins de 17 ans du club, il remporte notamment le championnat lors de la saison 2022-2023, étant notamment décisif lors du match final.

### En équipe nationale
Federico Coletta est sélectionné avec l'équipe d'Italie des moins de 17 ans pour participer au championnat d'Europe des moins de 17 ans en 2024. Son équipe atteint la finale de la compétition après avoir battu le Danemark en demi-finale où il s'illustre en marquant l'unique but de la rencontre,,.
Il joue ensuite avec les moins de 18 ans où il s'illustre en marquant deux buts en quatre matchs, tous joués en 2024.

## Palmarès
Italie -17 ans
- Finaliste du championnat d'Europe des moins de 17 ans
  - 2024.